# Стоян Добрев
Стоян Добрев Стоянов (болг. Стоян Добрев Стоянов; нар. 12 листопада 1968, Нова Загора) — болгарський борець греко-римського стилю, бронзовий призер чемпіонату світу, дворазовий чемпіон та бронзовий призер чемпіонатів Європи.

## Життєпис
Боротьбою почав займатися з 1978 року.
Виступав за борцівський клуб «Славія-Литекс», Софія. Тренер — Нено Ненчев. Володар золотого поясу «Нікола Петров» 1993 року.
Після закінчення спортивної кар'єри перейшов на тренерську роботу. Був помічником головного тренера національної збірної Болгарії з греко-римської боротьби. Напередодні лондонської Олімпіади 2012 року був звільнений з цієї посади. На початку 2014 року очолив національну збірну Сербії з греко-римської боротьби. Привів до олімпійського золота в Ріо-де-Жанейро члена сербської збірної Давора Штефанека.

## Спортивні результати на міжнародних змаганнях

### Виступи на Чемпіонатах світу
| Змагання                        | Збірна   | Вагова категорія                 | Місце  |
| ------------------------------- | -------- | -------------------------------- | ------ |
| Чемпіонат світу з боротьби 1991 | Болгарія | греко-римська боротьба, до 68 кг | Бронза |
| Чемпіонат світу з боротьби 1993 | Болгарія | греко-римська боротьба, до 74 кг | 6      |
| Чемпіонат світу з боротьби 1994 | Болгарія | греко-римська боротьба, до 74 кг | 4      |
| Чемпіонат світу з боротьби 1995 | Болгарія | греко-римська боротьба, до 74 кг | 15     |
| Чемпіонат світу з боротьби 1998 | Болгарія | греко-римська боротьба, до 76 кг | 11     |

### Виступи на Чемпіонатах Європи
| Змагання                         | Збірна   | Вагова категорія                 | Місце  |
| -------------------------------- | -------- | -------------------------------- | ------ |
| Чемпіонат Європи з боротьби 1993 | Болгарія | греко-римська боротьба, до 74 кг | Бронза |
| Чемпіонат Європи з боротьби 1994 | Болгарія | греко-римська боротьба, до 74 кг | 21     |
| Чемпіонат Європи з боротьби 1995 | Болгарія | греко-римська боротьба, до 74 кг | Золото |
| Чемпіонат Європи з боротьби 1996 | Болгарія | греко-римська боротьба, до 74 кг | 8      |
| Чемпіонат Європи з боротьби 1997 | Болгарія | греко-римська боротьба, до 76 кг | 12     |
| Чемпіонат Європи з боротьби 1998 | Болгарія | греко-римська боротьба, до 76 кг | 11     |
| Чемпіонат Європи з боротьби 1999 | Болгарія | греко-римська боротьба, до 76 кг | Золото |

### Виступи на інших змаганнях
| Змагання                                                             | Збірна   | Вагова категорія                 | Місце |
| -------------------------------------------------------------------- | -------- | -------------------------------- | ----- |
| Олімпійський кваліфікаційний турнір з боротьби 2000 (Фаенца)         | Болгарія | греко-римська боротьба, до 76 кг | 5     |
| Олімпійський кваліфікаційний турнір з боротьби 2000 (Клермон-Ферран) | Болгарія | греко-римська боротьба, до 76 кг | 10    |

### Виступи на змаганнях молодших вікових груп
| Змагання                                            | Збірна   | Вагова категорія                 | Місце  |
| --------------------------------------------------- | -------- | -------------------------------- | ------ |
| Балканський чемпіонат з боротьби серед кадетів 1983 | Болгарія | греко-римська боротьба, до 55 кг | Бронза |
| Чемпіонат Європи з боротьби серед юніорів 1985      | Болгарія | греко-римська боротьба, до 65 кг | 5      |
| Чемпіонат світу з боротьби серед юніорів 1986       | Болгарія | греко-римська боротьба, до 70 кг | 5      |
| Чемпіонат Європи з боротьби серед молоді 1988       | Болгарія | греко-римська боротьба, до 68 кг | 4      |